# نژادپرستی در ترکیه

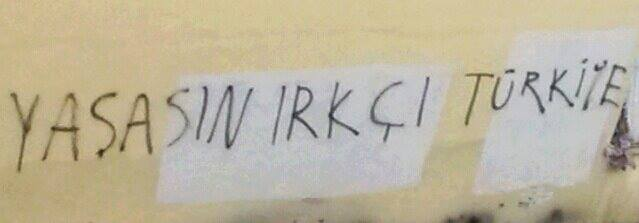
'زنده باد ترکیه نژادپرست' توسط افراد ناشناس بر روی دیوار یک کلیسای ارمنی در استانبول نوشته شده

در ترکیه نژادپرستی و تبعیض قومی رایج هستند و در آن جامعه در طول تاریخ نژادپرستی و تبعیض قومی علی‌الخصوص در برابر اقلیت‌های غیر مسلمان و غیر اهل سنت رواج داشته. این به نظر می‌رسد به‌طور عمده در قالب نگرش منفی و اقدامات ترک‌ها نسبت به افرادی که ترک در نظر گرفته نمی‌شوند، انجام شده. چنین تبعیضی عمدتاً نسبت به اقوام غیر ترکی مانند ارامنه، آشوری‌ها، یونانیان، یهودیان، کردها و زازاکی‌ها و همچنین نسبت به اقلیت اشکال مختلف اسلام مانند علویان، صوفیان و شیعیان است.

## قانون اساسی ترکیه
| سال             | ۱۹۱۴   | ۱۹۲۷   | ۱۹۴۵   | ۱۹۶۵   | ۱۹۹۰   | ۲۰۰۵   |
| --------------- | ------ | ------ | ------ | ------ | ------ | ------ |
| مسلمانان        | ۱۲٬۹۴۱ | ۱۳٬۲۹۰ | ۱۸٬۵۱۱ | ۳۱٬۱۳۹ | ۵۶٬۸۶۰ | ۷۱٬۹۹۷ |
| یونانیان        | ۱٬۵۴۹  | ۱۱۰    | ۱۰۴    | ۷۶     | ۸      | ۳      |
| ارامنه          | ۱٬۲۰۴  | ۷۷     | ۶۰     | ۶۴     | ۶۷     | ۵۰     |
| یهودیان         | ۱۲۸    | ۸۲     | ۷۷     | ۳۸     | ۲۹     | ۲۷     |
| دیگران          | ۱۷۶    | ۷۱     | ۳۸     | ۷۴     | ۵۰     | ۴۵     |
| مجموع           | ۱۵٬۹۹۷ | ۱۳٬۶۳۰ | ۱۸٬۷۹۰ | ۳۱٬۳۹۱ | ۵۷٬۰۰۵ | ۷۲٬۱۲۰ |
| درصد غیر مسلمان | ۱۹٫۱   | ۲٫۵    | ۱٫۵    | ۰٫۸    | ۰٫۳    | ۰٫۲    |

در کل متن قانون اساسی جمهوری ترکیه ۹ بار عبارت «ملت ترک» و ۱۱ بار هم عبارت «هموطن ترک» به کار رفته‌است.
- در فصل چهارم قانون اساسی این کشور دربارهٔ حقوق سیاسی و تکالیف چنین آمده‌است: «هر کسی که با دولت ترکیه، پیوند هموطنی دارد، ترک است.» این ماده، که یکی از بحث‌برانگیزترین مواد قانون اساسی ترکیه است، عملاً سایر گروه‌های قومی ترکیه مانند کردها، ارمنی‌ها و عرب‌ها را نادیده می‌گیرد.[۱۱][۱۰]
- فصل اول، بخش دو، مادهٔ دو ذکر شده‌است: «جمهوری ترکیه به منظور تأمین آرامش جامعه، بر اساس مفهوم عدالت و همبستگی ملی، با احترام به حقوق بشر و پایبندی به ملی‌گرایی آتاتورک، بر اساس مفاهیم مطرح شده در مقدمهٔ قانون، یک دولت دموکراتیک، لائیک و مبتنی بر حقوق اجتماعی است.» در این بند به صراحت ملی‌گرایی یکی از ارکان نظام سیاسی ترکیه خوانده شده‌است.
- در بخش حقِ آموزش و یادگیری آمده‌است: «غیر از زبان ترکی، هیچ زبان دیگری به عنوان زبان مادری در هیچ‌یک از مدارس و مراکز آموزشی تعلیم داده نخواهد شد. آموزش زبان‌های خارجی بر اساس تصمیم‌گیری دولت خواهد بود.»[۱۱]

## علیه کردها
محموت عصات بزکورت، وزیر پیشین دادگستری در سال ۱۹۳۰ ادعای برتری نژاد ترکی نسبت به نژاد کرد را داشت و به غیرترک‌ها فقط حق بندگی و بردگی را می‌داد.
کشتار دره زیلان در سال ۱۹۳۰ در طی شورش آرارات که در آن ۸۰۰–۱۵۰۰ مرد مسلح شرکت داشتند، یک قتل‌عام ساکنان کُرد ترکیه بود. طبق روزنامه جمهوریت مورخ ۱۶ ژوئیه ۱۹۳۰، حدود ۱۵۰۰۰ نفر کشته و رودخانه زیلان تا دهانه آن پر از اجساد مرده شد.
در تاریخ ۳۱ اوت ۱۹۳۰، روزنامه ملیت اعلامیه نخست‌وزیر ترکیه، عصمت اینونو را منتشر کرد: "فقط ملت ترک حق مطالبه حقوق قومی و نژادی را در این کشور دارد. هر عنصر دیگری چنین حقی ندارد. آنها ترک‌های شرقی هستند که فریب تبلیغات بی اساس را خورده و راه خود را گم کرده‌اند. "
کردها سابقه طولانی در تبعیض و قتل‌عام که توسط دولت ترکیه علیه آنها انجام شده‌است، دارند.یکی از مهمترین آنها کشتار درسیم است، جایی که طبق یک گزارش رسمی بازرسی کل چهارم، ۱۳۱۶۰ تن غیرنظامی توسط ارتش ترکیه کشته شدند و ۱۱۸۱۸ نفر نیز به تبعید برده شدند، این استان را در سالهای ۱۹۳۷–۳۸ خالی از سکنه کرد. بسیاری از افراد ایل پس از تسلیم به ضرب گلوله کشته شدند و زنان و کودکان در سوله‌هایی که بعداً به آتش کشیده شد، حبس شدند.به گفته مک داول، ۴۰۰۰۰ نفر کشته شدند. به گفته منابع کرد، بیش از ۷۰٬۰۰۰ نفر کشته شدند.

## علیه ارمنی‌ها

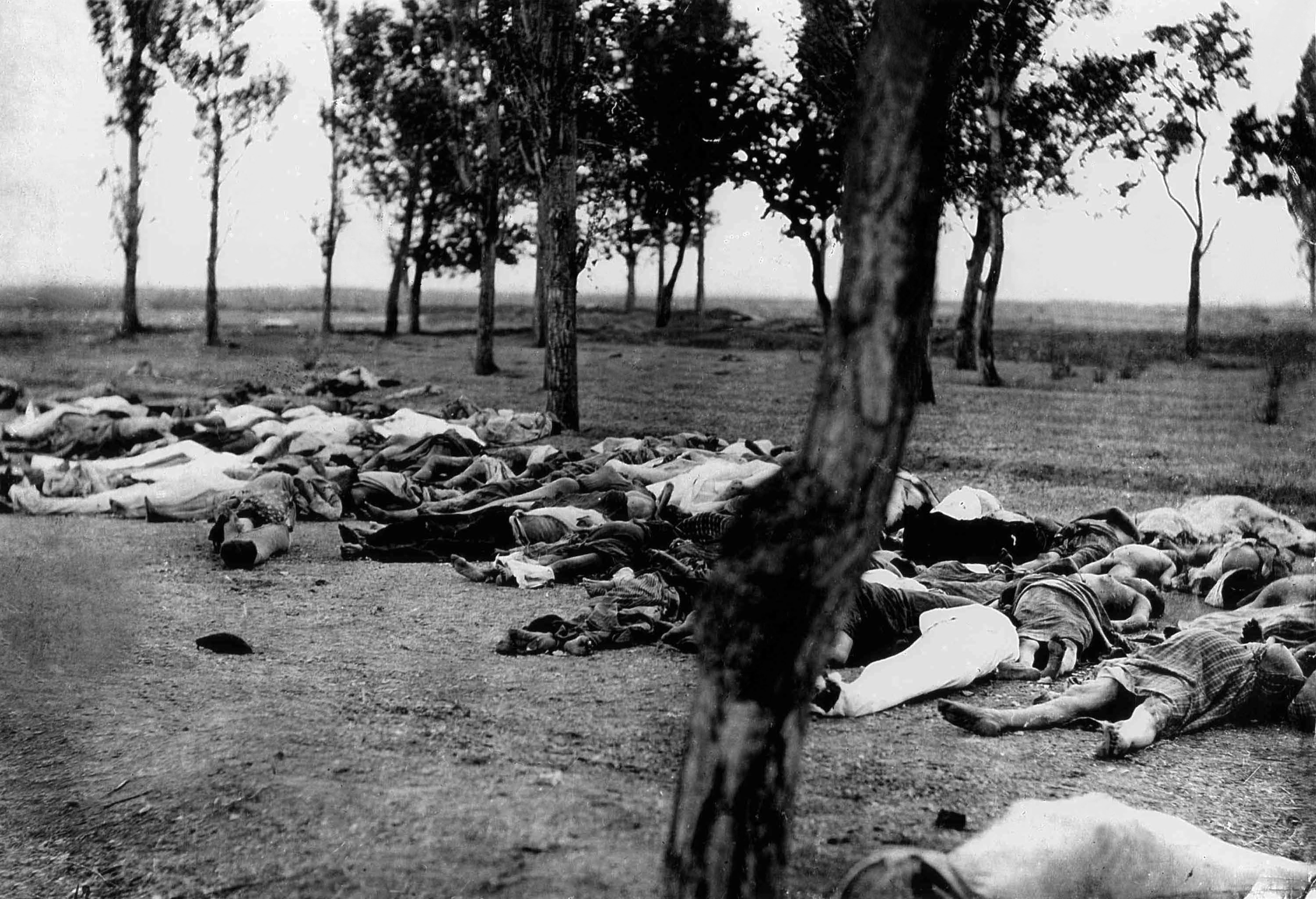
نسل کشی ارامنه، نابودی سیستماتیک دولت عثمانی. تعداد کل ارمنی‌های کشته شده ۱٫۵ میلیون نفر تخمین زده شده است.

اگرچه امکان دستیابی به جایگاه اجتماعی و ثروت در میان ارمنی‌ها در دوران امپراتوری عثمانی وجود داشته است، اما همواره به عنوان شهروند درجه دو شناخته می‌شده اند.(بر اساس سازوکار ملت (عثمانی))و اساساً ارامنه با شخصیت مسلمان جامعه عثمانی بیگانه بودند. در سال ۱۸۹۵، تقاضای اصلاحات در میان ارمنی‌های امپراتوری عثمانی منجر به تصمیم سلطان عبدالحمید برای سرکوب آن‌ها شد و که در نهایت  به کشتار حمیدیه ختم شد. که در آن ۳۰۰۰۰۰ ارمنی کشته و بسیاری دیگر شکنجه شدند.
در سال ۱۹۰۹، کشتار ارامنه در شهر آدانا منجر به کشتار دسته جمعی و پوگروم ارمنی ها در سراسر این منطقه شد که در نهایت منجر به کشته شدن ۲۰ تا ۳۰ هزار ارمنی گردید.